# Cedillo de la Torre
Cedillo de la Torre er en by og kommune i det centrale Spanien i provinsen Segovia. Den har et indbyggertal på 81 (2024) indbyggere.